# Sangar (Nouvelle-Galles du Sud)
Pour les articles homonymes, voir Sangar.
Sangar est une localité d'Australie située dans l'État de Nouvelle-Galles du Sud.
Établie dans la partie sud-est de la Riverina, Sangar est localisée à environ douze kilomètres au nord de Rennie (en) et à vingt-et-un kilomètres au sud d'Oaklands.
La localité est desservie par une gare ferroviaire.